# Wismar (seigneurie)
Pour l’article homonyme, voir Wismar.
La seigneurie de Wismar (en allemand : Herrschaft Wismar) est un territoire du Saint-Empire romain germanique.

## Histoire
Par le traité de Malmö, le roi de Suède céda au duc de Mecklembourg, à titre d'antichrèse et moyennant une rétribution de 1 250 000 écus de banque de Hambourg, pour cent ans, la possession usufruitière de la ville et seigneurie de Wismar.

## Territoire
La seigneurie comprenait :
- La ville et le port de Wismar (Seestadt Wismar), avec le fort de Walfisch ;
- La bailliage de Poel (Amt Poel), à l'exception des villages de Schedorf, Weisendorf, Brandenhusen et Wangern, appartenant aux hôpitaux du saint Esprit de la ville de Lübeck ;
- Le bailliage de Neukloster (Amt Neukloster).